# Erwiana Sulistyaningsih
Erwiana Sulistyaningsih (Indonésia, 7 de janeiro de 1991) é uma ativista indonésia, Conhecida mundialmente pelos abusos sofridos no ambiente empregatício em Hong Kong. Em 2014, apareceu na lista de 100 pessoas mais influentes do ano pela Time.